# Бойовий заступ

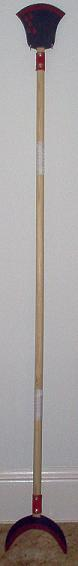
Бойовий «півмісячний» заступ

Бойовий за́ступ, шаолінська лопата  (кит.: 方便铲, «фанбіаньчань» або «фань пень чжань», також просто 铲, «чань» — «лопата», яп. げつがさん, «гецугасан», англ. monk's spade) — вид холодної зброї, уживаний у китайських бойових мистецтвах (гунфу). Різновид лопати на довгому держаку, призначеної для бойового використовування. Довжина близько 1, 8 м, вага близько 5 кг. Окрім простого бойового заступа, існує ще «півмісячний» заступ (кит.: 月牙铲, «юеячань»), що має загострені леза на обох кінцях держака: одне у вигляді лопати, друге — у вигляді півмісяця. Бойові заступи досі уживають як спортивна зброя в ушу та кунг-фу.

## Історія
Буддійські ченці, подорожуючи, мали звичай носити з собою лопати для поховання мертвих, яких знаходили на дорогах. Господарський інструмент міг також слугувати ченцям для захисту від розбійників. Надалі стали спеціально виготовляти лопати, призначені для бою.

## У популярній культурі
Найбільш відомий як зброя Ша Удзіна (Ша Сена), «Піскового Ченця» з класичного китайського роману «Подорож на Захід», а також зброя Лу Чжушеня у «Річковому прибережжі». Проте, насамперед ця зброя зв'язується з ченцями Шаоліня та фігурує у бойових мистецтвах (гунфу), таких як ушу та шаолінське кунг-фу. Широко використовується у фільмах, присвячених кунг-фу (зокрема, Гордоном Лю у «36-ти східцях Шаоліня» («36 Кімната Шаоліня»). Також бойовий заступ використовує шаолінський священик у онлайновій грі «Кулак Дракона ІІ» (Dragon Fist II) та настоятель Сонг у грі «Нефритова Імперія» (Jade Empire).
Ся Гойо, персонаж японських манґа та аніме Саїюкі, володіє видозміненою формою заступа з великою вправністю.
Бойовий заступ (під назвою «шаолінська лопата») згадано в «Посібнику з виживання серед зомбі» Макса Брукса як високоефективна зброя для бою зі зомбі, бо вона дозволяє з легкістю обезголовлювати гниючі трупи, а довжина держака уможливлює вражати противників на відстані й обома кінцями лопати.
У фільмі «Велике лихо в Маленькому Китаї» (Big Trouble in Little China) багато у кого із гостей на весіллі Ло Паня можна помітити цю зброю.
У двобої між Шулієнь (Мішель Єо) та Цзень Ю (Чжан Цзиї) у фільмі «Тигр підкрадається, дракон ховається» перша підіймає бойовий заступ, наміряючись вжити його, але відмовляється від нього через його вагу та обирає іншу зброю.